# Pratiques du Sikhisme
Les pratiques du Sikhisme sont multiples ; elles se regroupent sous le nom de Rehat Maryada : c'est le code conduite de tout sikh. Pour établir sa foi et la vivre, le croyant doit suivre les Cinq Vertus, les 5K ou Khālsā, et les Trois Piliers édictés par Guru Nanak. La prière, le don, le service désintéressé (Sewa) et la contemplation spirituelle (Simran) sont aussi le quotidien des Sikhs.